# 尤哈尼·塔米宁
尤哈尼·塔米宁（芬蘭語：Juhani Tamminen，1950年5月26日—），芬兰男子冰球运动员，场上位置是前锋。他曾代表芬兰国家队参加1972年冬季奥林匹克运动会冰球比赛，获得第5名。